# Kambodschanischer Riel
Der Riel (/riˈɛl/) oder auch Khmer-Riel (Khmer រៀល) ist seit 1956 die Währung Kambodschas. Die offizielle Abkürzung nach ISO 4217 ist KHR. Die Währung wurde nach der Unabhängigkeit 1953 erstmals eingeführt. Während der Herrschaft der Roten Khmer war Geld in Kambodscha abgeschafft. Nach dem Ende des Regimes wurde der Riel 1980 erneuert.
Der kambodschanische Name Riel bedeutet auf Deutsch „kleines Fischchen“ und bezieht sich auf die im Mekong und im Tonle Sap zu Milliarden vorkommenden, nur wenige Zentimeter großen, sardellenartigen Fische. So bekommt man zum Beispiel in Kambodscha für 100 kleine Fische eine Schale Reis eingetauscht.
Der Riel wird als Zahlungsmittel regelmäßig nur im lokalen Handel benutzt, für größere Geschäfte oder im Tourismus wird hauptsächlich der US-Dollar benutzt.
Seit 2007 gibt es von Seiten der Sam-Rainsy-Partei und der Politikerin Tioulong Saumura verstärkte Bestrebungen, die Verwendung des US-Dollars als Zahlungsmittel in Kambodscha einzudämmen und den Riel zu forcieren. Die Regierung ist in diesem Zusammenhang bestrebt, Gebührenzahlungen von offiziellen Stellen und Steuerzahlungen in Riel abzuwickeln. Hauptargument der Befürworter der „Entdollarisierung“ ist die Tatsache, dass der US-Dollar die gängige Währung im internationalen Drogen- und Waffenhandel, bei Geldwäsche und Terrorismus sei. Für den Dollar spricht dagegen die Inflationssicherheit und damit auch eine höhere Investitionsbereitschaft aus dem Ausland.
Die Inflationsrate in Kambodscha stieg von 3,05 % im Dezember 2024 auf 6 % im Januar 2025.

## Münzen und Banknoten

### Münzen
Obwohl auch nach Wiedereinführung der Währung erneut Münzen in geringer Stückzahl geprägt wurden (das letzte Mal 1995 zu je 50, 100, 200 und 500 Riel), sind diese im Umlauf aber im Zahlungsverkehr nicht mehr anzutreffen.

### Banknoten
Diese existieren in Werten von
- 50 Riel (sehr selten)
- 100 Riel
- 200 Riel (sehr selten)[6]
- 500 Riel
- 1.000 Riel
- 2.000 Riel (selten)[7]
- 5.000 Riel
- 10.000 Riel
- 15.000 Riel (sehr selten, seit Oktober 2019)[8]
- 20.000 Riel
- 30.000 Riel (sehr selten, seit November 2021)[9]
- 50.000 Riel
- 100.000 Riel (selten, zirka 25 US-Dollar)
- 200.000 Riel (sehr selten, seit Oktober 2024)[10]

Im Jahr 2020 wurde damit begonnen sämtliche Ein-, Zwei- und Fünf-US-Dollar-Banknoten aus dem Verkehr zu ziehen. Hintergrund der Aktion soll die Stärkung der einheimischen Währung sein. Im Zuge dessen stellten viele Geschäfte (Supermärkte) ihre Preisauszeichnung auf Rielbeträge um.

## Bankgeschäfte in Riel
Der Riel ist mit geringer Schwankungsbreite lose an den US-Dollar gekoppelt, der Wechselkurs liegt bei zirka 4.000 bis 4.200 Riel für 1 US-Dollar. Er ist nicht frei konvertierbar, und wird nicht an internationalen Geldmärkten gehandelt.
Kapitalanlagen bei Banken sind nur über Festgeldkonten möglich, Wertpapierdepots werden nicht angeboten. Nur die Acleda Bank bietet eine Anlage in kambodschanischen Aktien an, im CSX (Cambodia Securities Exchange) sind Stand 2023 neun lokal ansässige Unternehmen gelisted.
Die Zinssätze für Festgeldkonten in Riel lagen z. B. 2019 bei der Canadia Bank bei zirka 6,5 % pro Jahr für 2 Jahre, für USD bei zirka 4,5 %. Kürzere Laufzeiten sind auch verfügbar und ebenso mit attraktiven Zinssätzen ausgestattet. Andere Banken, z. B. die Woori Bank oder die Sathapana Bank, bieten teils noch bessere Zinskonditionen und längere Laufzeiten, auch monatliche Zinsauszahlungen sind möglich.
Kryptowährungen sind auf der Handelsplattform der Royal Group Exchange (RGX) verfügbar.

## Museum für Geld und Wirtschaft
Das 2019 eröffnete SOSORO Museum, nahe dem Wat Phnom Roundabout in Phnom Penh, zeigt eine umfangreiche Ausstellung über die Historie der Landeswährung Riel und der Wirtschaft Kambodschas.